# Mary da Cuña
Mary Isabel da Cuña Rodríguez (25 tháng 11 năm 1942 – 24 tháng 9 năm 2016) là một nữ diễn viên và đạo diễn sân khấu người Uruguay.

## Tiểu sử
Mary da Cuña bắt đầu đào tạo sân khấu của mình tại trường của Câu lạc bộ Sân khấu, được thành lập bởi Antonio Larreta, nơi cô làm việc với Héctor Manuel Vidal, Nelly Goitiño, Roberto Jones, Roberto Fontana, Villanueva Cosse và Juan Alberto Sobrino và những người khác. Tại đây, cô xuất hiện lần đầu với tư cách là một nữ diễn viên vào năm 1969 với Misia Dura al poder, một vở kịch có nội dung chính trị, với nội dung cô cùng viết kịch bản với một số tác giả, đạo diễn bởi Jorge Denevi. Sự ra mắt chuyên nghiệp của cô là vào năm 1971.
Cô làm việc dưới quyền của các đạo diễn như Sergio Otermin, Rubén Yáñez, Villanueva Cosse, Jorge Denevi, Carlos Aguilera, Alberto Rivero, Gloria Levy và Ruben Coletto. Cô diễn xuất trong các tác phẩm của Shakespeare, Woody Allen, Michael Frayn, Neil Simon, George Tabori, Harold Pinter và Copi.
Năm 1975, da Cuña trở thành người phụ nữ đầu tiên tham gia biểu diễn murga trong một cuộc thi chính thức, khi cô tham gia Los Diablos Verdes.
Trong truyền hình, cô là một trong những gương mặt dễ thấy nhất của chương trình truyện tranh Telecataplúm  (nơi cô làm việc trên sân khấu thứ hai với Roberto Jones, Pepe Vázquez, và Imilce Viñas) và Plop! 
Năm 1990, cô bắt đầu làm giáo viên tại Trường Múa của Eduardo Ramírez, Trường Sân khấu La Gaviota, Trường Hài kịch Âm nhạc và trường đào tạo diễn xuất của chính cô.